# أجاثا كريستي
السيدة أجاثا ماري كلاريسا كريستي، أو السيدة مالوان، رتبة سيدة قائد (قبل الزواج ميلر (بالإنجليزية: Agatha Mary Clarissa Miller)‏؛ 15 سبتمبر 1890 – 12 يناير 1976) كانت كاتبة إنجليزية معروفة برواياتها البوليسية التي بلغت عددها 66 رواية و 14 مجموعة قصصية قصيرة، خصوصًا هولاء الذين يدورون حول المحققين الخياليين هيركيول بوارو والآنسة ماربل. أيضًا هي كتبت أطول مسرحية في العالم، لغز الجريمة مصيدة الفئران، والتي عُرضت على مسرح وست إند منذ 1952. كانت كريستي كاتبة في فترة "العصر الذهبي للروايات البوليسية"، ولُقبت بـ"ملكة الجريمة". أيضًا هي كتبت 6 روايات تحت الاسم المستعار ماري ويستماكوت. في 1971، لُقبت بالسيدة (السيدة القائد) بواسطة الملكة إليزابيث الثانية لمساهماتها في الأدب. أدرجت موسوعة غينيس للأرقام القياسية كريستي كأكثر كاتبة روائية مبيعًا في جميع الأوقات، بحيث بيعت رواياتها بأكثر من ملياري نسخة.
وُلدت كريستي لدي عائلة ثرية من الطبقة المتوسطة العليا في توركاي، ديفون، وكانت تدرس في المنزل بشكل كبير. كانت في البداية كاتبة غير ناجحة رُفضت كتاباتها 6 مراتٍ متتالية، إلا أن هذا تغير في 1920 عندما نُشرت رواية قضية ستايلز الغامضة، والتي ظهر فيها المحقق هيركيول بوارو. كان زوجها الأول هو آرشيبالد كريستي؛ تزوجا في 1914 ولديهما طفلة واحدة قبل أن يتطلقا في 1928. بعدما انهار زواجها وتوفيت والدتها في 1926، تصدرت عناوين الصحف العالمية باختفائها لمدة أحد عشر يومًا. أثناء اندلاع  الحربين العالميتين، عملت في مستوصفات المستشفيات، حيث اكتسبت من هناك معرفة شاملة بالسموم التي ظهرت في العديد من رواياتها، وقصصها القصيرة، ومسرحياتها. بعدما تزوجت عالم الآثار ماكس مالوان في 1930، قضت عدة أشهر من كل عام في التنقيب في الشرق الأوسط واستخدمت معرفتها المباشرة في هذه المهنة في رواياتها.
وفقًا لدي فهرس اليونسكو للترجمة، لا تزال المؤلفة الفرد الأكثر ترجمة. تُعتبر روايتها ثم لم يبق أحد ضمن الكتب الأكثر مبيعًا في كل الأوقات، حيث بيعت 100 مليون نسخة تقريبًا. حملت مسرحية كريستي مصيدة الفئران رقمًا قياسيًا عالميًا كأطول فترة تشغيل أولية. تم افتتاحها في مسرح السفراء في مسرح وست إند بتاريخ 25 نوفمبر 1952، وبحلول سبتمبر 2018، كان هناك أكثر من 27500 عرضًا. أُغلقت المسرحية مؤقتًا في مارس 2020 بسبب الإغلاقات جراء كوفيد-19 في لندن قبل أن يُعاد افتتاحها في مايو 2021.
في 1955، كانت كريستي أول فائزة بجائزة غراند ماستر من كتاب الغموض في أمريكا. لاحقًا في هذا العام، تلقت مسرحية شاهدة الادعاء جائزة إدغار كأفضل مسرحية. في 2013، تم التصويت لها كأفضل كاتبة جريمة ولرواية مقتل روجر أكرويد كأفضل رواية جريمة علي الإطلاق بواسطة 600 روائي محترف من رابطة كتاب الجريمة. في سبتمبر 2015، اختيرت رواية ثم لم يبق أحد كـ"رواية كريستي المُفضلة عالميًا" في تصويت برعاية أموال المؤلفة. تم اقتباس العديد من كتب كريستي وقصصها القصيرة للتلفاز، والراديو، وألعاب الفيديو، والروايات المُصورة. أقتُبس أكثر من 30 فيلم روائي من أعمالها.

## نشأتها
ولدت أجاثا كريستي في (توركاي، ديفون) عام 1890 من أب أمريكي وأم إنجليزية، وعاشت في بلدة (توركاي) معظم طفولتها، ووصفت كريستي طفولتها بأنها «سعيدة جدًا»، وكانت محاطة بمجموعة من النساء منحنها الشخصية القوية والمستقلة منذ سن مبكرة. وتقول عن نفسها: (إنني قضيت طفولة مشردة إلى أقصى درجات السعادة، تكاد تكون خالية من أعباء الدروس الخصوصية، فكان لي متسع من الوقت لكي أتجول في حديقة الأزهار الواسعة وأسبح مع الأسماك ما شاء لي الهوى! ويرجع الفضل في ذلك إلى والدتي التي سهلت اتجاهي إلى التأليف، فقد كانت سيدة ذات شخصية ساحرة، وذات تأثير قوي وكانت تعتقد اعتقاداً راسخاً أن أطفالها قادرين على فعلِ كلِ شيء، وذات يوم أصبت ببرد شديد ألزمني الفراش قالت لي:
ـ خير لكِ أن تقطعي الوقت بكتابة قصة قصيرة وأنت في فراشك. فأجبتها: ولكني لا أعرف، فقالت: لا تقولي لا أعرف، ثم حاولت ووجدت متعة في المحاولة، فقضيت السنوات القليلة التالية أكتب قصصاً قابضة للصدر! يموت معظم أبطالها! كما كتبت مقطوعات من الشعر ورواية طويلة احتشد فيها، عدد هائل من الشخصيات بحيث كانوا يختلطون ويختفون لشدة الزحام، ثمَّ خطر لي أن أكتب رواية جرائم، ففعلت واشتد بي الفرح حينما قبلت الرواية ونشرت، وكنت حين كتبتها متطوعة في مستشفى تابع للصليب الأحمر إبان الحرب العالمية الأولى).
اشتغلت كريستي في المستشفى خلال الحرب العالمية الأولى قبل زواجها وتكوين أسرة في لندن. وقالت إن بدايتها غير ناجحة في نشر أعمالها، ولكن في عام 1920 نشرت روايتها (قضية ستايلز غامضة) في صحيفة رئيس بدلي ومن هنا كانت انطلاقة مسيرتها الأدبية.

## تعليمها
تلقت أجاثا تعليمها في البيت مثل فتيات كثيرات من العائلات الميسورة حسب التقليد آنذاك، ثمَّ التحقت بمدرسة في باريس وجمعت بين تعلم الموسيقى والتدريب عليها وبين زيارة المتاحف والمعارض الكثيرة في فرنسا ولم تعجب بأساطين الرسم الزيتي في القرنين السادس عشر والسابع عشر وتلك مسألة تنم عن غرابة وخروج على المألوف في مثل هذه الحالات.

## زواجها
عادت إلى إنجلترا وكانت في العشرينات من عمرها، تقدّم لها عدد من الخاطبين الأثرياء والفقراء ورفضتهم جميعاً، حتَّى كان زواجها الأول من العسكري البريطاني (أرتشي كريستي) عام 1914 ومنه أخذت لقبها الذي لازمها طوال حياتها، ولكن زواجها منه فشل بسبب افتقادها (الصحبة المشتركة) أو (الرفقة الزوجية) وتلك قيمة أساسية في حياتها ظلَّت تؤكد عليها حتَّى بعد زواجها الثاني، إذن كانت (الرفقة) التي تتعطَّش لها ولم يوفرها زوجها الأول فضلاً عن ارتباط (أرتشي كريستي) بعلاقة عاطفية مع امرأة أخرى ثمَّ تصرفه مع (أجاثا) وكأنها ربة بيت ورفيقة فراش.!! كانت تلك أسباب انفصالها عنه بالطلاق بعد أن أنجبت منه ابنتها (روزلند).
تقول (جانيت مورغان) واضعة سيرة هذه الروائية:
«إن أجاثا كريستي هي سيدة ريفية بكل ما في الكلمة، ليس لأنها ولدت وترعرعت في توركاي ـ منتجع صيفي في جنوب بريطانيا ـ بل لأن مظهرها وعاداتها كانت مطابقة لحياة وعادات الحقبة التي عاشتها تماماً، ولم تمر في حياتها بأحداث دراماتيكية أو كانت تسعى وراء المغامرة» في عام 1930 تزوجت أجاثا كريستي من (ماكس مالوان) عالم الآثار المعروف بعد أن التقت به في إحدى سفراتها إلى الشرق حيث عاشت معه في سوريا والعراق عندما كان يقوم بأبحاثه، وكان عمرها يومذاك 39 سنة بينما كان عمره 26 سنة.

## حياتها الزوجية وبيئة الكتابة

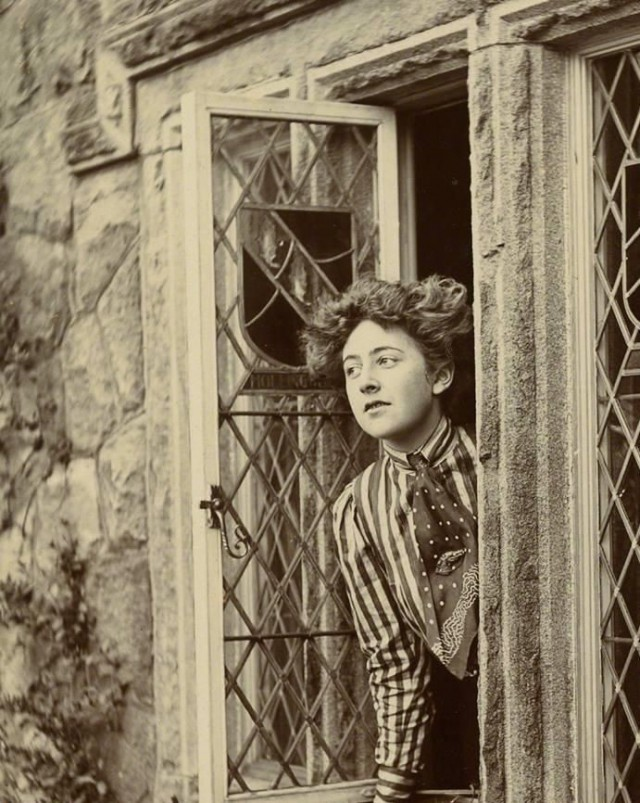
أجاثا كريستي في شبابها

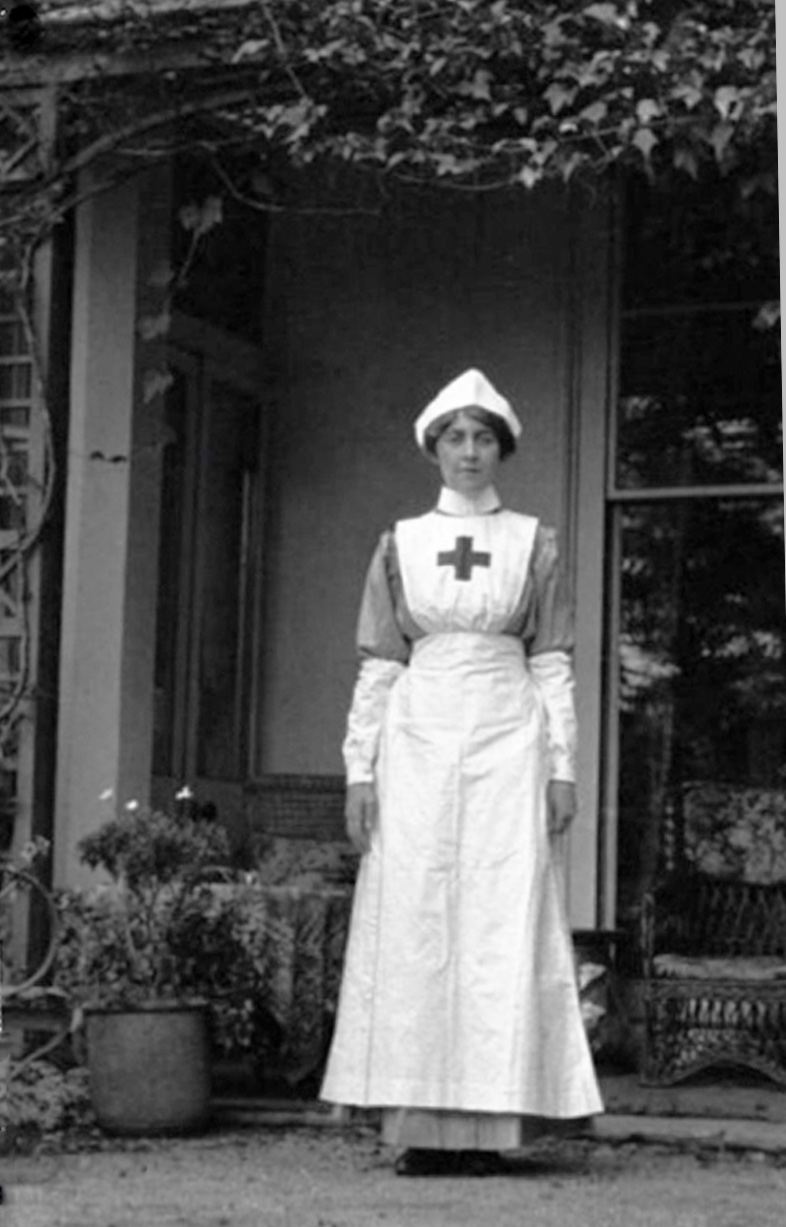
خلال عملها كممرضة

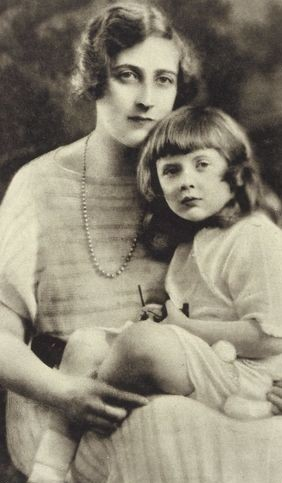
مع ابنتها روزاليند

أتاح لها زواجها أن تزور معظم بلاد الشرق الأدنى والأعلى، فتجولت في بلاد الشام العراق ومصر وبلاد فارس...الخ، ووفَّر لها هذا التجوال فرصاً ممتازة لكتابة أجمل رواياتها وقصصها المليئة بالأسرار، المفعمة بالغموض، المعتمدة ليس على مواقع الحدث في بلاد الشرق الساحرة فقط وإنما على خيال الكاتبة الجامح، أيضاً ولغتها المتدفقة السيالة وقدرتها الفريدة على ابتكار الشخصيات الغامضة والمثيرة وتحريكها عبر الرواية باتجاهات مختلفة تُذهل القارئ، ومثلما ابتكر (السير آرثر كونان دويل) شخصية (شرلوك هولمز) وزميله (الدكتور واطسون) كذلك نحتت أجاثا كريستي شخصيات المفتش (هركول بوارو) والكولونيل (بريس) و (الآنسة ماربل).
ولعل الاستقرار العائلي الذي أتاحه لها زواجها من (مالوان) ـ فضلاً عن عوامل أخرى ـ كان من أسباب استقرارها النفسي والفكري ممَّا هيأ فرص الكتابة والإنتاج الأدبي حتَّى وهي ترافق زوجها في إقامته بالمواقع الأثرية. يقول (ماكس مالوان) في مذكراته عن طقوس الكتابة لدى زوجته (شيدنا لأجاثا حجرة صغيرة في نهاية البيت، كانت تجلس فيها من الصباح وتكتب رواياتها بسرعة وتطبعها بالآلة الكاتبة مباشرة، وقد ألَّفت ما يزيد على ست روايات بتلك الطريقة موسماً بعد آخر). وانضمت كريستي رسمياً إلى بعثة التنقيب البريطانية في نينوى شمال العراق برئاسة (الدكتور تومسن كامبل) ثمَّ إلى بعثة الأربجية عام 1932 برئاسة زوجها. وكانت فضلاً عن جهدها التنقيبي، تجد الوقت الكافي للكتابة، حتَّى أنه حين لا يتوفر لها السكن في الموقع الأثري، تنصب لها خيمة خاصة بعيداً قليلاً عن ضجيج الحفر حيث تعمد إلى كتابة رواياتها وقصصها داخلها، وعن حياته المشتركة مع أجاثا، يقول مالوان في مذكراته: (عشنا في بيت صغير ذي حديقة أسفل تل النبي يونس، وضم التل أيضاً مستودع أسلحة سنحاريب ـ الملك الآشوري ـ وكان الوصول من بيتنا إلى قمة نينوى تل قويسنجق يستغرق عشرين دقيقة على ظهر الخيل، ومن القمة نطل على مشهد شامل للمناظر الطبيعية والتاريخ، ونطل من ارتفاع مائة قدم فوق السهل إلى الغرب على الضفاف الشديدة الانحدار لنهر دجلة السريع الجريان ليس هذا فقط، إنما كانت كثيراً ما تتهيأ لشتاء الموصل الطويل بشراء كميات من الخشب التماساً للدفء كلما اقترب موسم البرد وكانت تدفع بسخاء لقوافل الأكراد التي تبيع الخشب، وفي هذا البيت قليل الأثاث احتاجت أجاثا مرَّة لمنضدة تكتب عليها روايتها (اللورد ـ ايجوير يموت) فقصدت سوق الموصل واشترت بثلاث باونات منضدة، اعتبرها الدكتور كامبل رئيس هيئة التنقيب تبذيراً). ورغم أن الكتابة كانت شاغلها، فقد كان لها دورها ومهماتها ضمن بعثة التنقيب، كانت أجاثا كريستي - يقول مالوان - سخية دائماً ونموذجاً للانسجام، ساعدت في إصلاح العاجيات ووضع الفهارس لأنواع (اللقي) الأثرية، كما ساعدت في التصوير الفوتوغرافي للبعثة. وبالمقابل، استطاع (مالوان) زوجها المخلص أن يرسم لها صورة مختلفة للعالم، وأن ينظّم أعمالها على نحو لم تكن تنتظره، فكان يحل مشاكلها المالية سواء بالنسبة لألاعيب دور النشر المستغلة، أو لتحايل منتجي الأفلام أو لمشاكلها مع أصحاب المسارح، أنه يجيد ترتيب المعلومات وتبسيطها.
وأقامت أجاثا كريستي شهر العسل مع زوجها السيد مالوان في قرية عين العروس على ضفاف نهر البليخ وغابات عين العروس الجميلة وتلالها الأثرية الرائعة حيث كان زوجها في مهمة أثرية في الجزيرة السورية في زياراتها المتكررة إلى سوريا برفقة زوجها عالم الآثار الذي كان يعمل في إحدى المواقع الأثرية في شمال شرق سورية سكنت اجاثا كريستي في فندق بمدينة حلب وهو (فندق بارون) الذي كان مقصد المشاهير وخاصة من أوروبا والقادمين على متن قطار الشرق إلى حلب وكتبت قصتها الشهيرة (جريمة في قطار الشرق) أثناء مكوثها في حلب وما تزال ذكراها في إحدى زوايا الفندق العريق فندق بارون إلى اليوم وفتنت بحلب وعظمة قلعتها وأسواقها الشرقية البديعة وتجولت في التلال الأثرية في وسط وشرق سوريا.
لقد تجولت في سوريا ومصر والأردن وفلسطين وبلاد فارس، وكان لها في كل موقع أثري رواية أو قصة، منها قصتها (لؤلؤة الشمس) التي مثلت تسجيلاً لزيارتها مع زوجها إلى (البتراء) في حدود عامي 1933، 1934. أمَّا رواية (الموعد الدامي) وفي فصلها الخامس بالذات فتصف روعة بناء المسجد الأقصى وعظمة القبة المُشيدة على صخرة مرتفعة وجمال نقوشه. وكذلك حديثها مع الدليل العربي الذي رافقهم في أحد التلال الأثرية في الجزيرة السورية، وكذلك فعلت في قصتها (نجمة فوق بيت لحم) عام 1965. ولقد زارت الكاتبة مصر ودرست حضارتها وتاريخها وكتبت الرواية المعروفة (موت على النيل) التي حولت إلى مسرحية عام 1946 بعنوان (جريمة قتل على النيل) كما كتبت الرواية الثانية (الموت يأتي في النهاية) وذلك عام 1945، كما كانت قد كتبت مسرحية (أخناتون) الملك المصري الذي فرض ديانة جديدة، وقد أعدت أجاثا كريستي لكتابة هذه المسرحية منذ زيارتها (الأقصر) جنوب مصر عام 1931، واستعانت بخبرة علماء الآثار في رسم شخوص المسرحية التي أصدرتها إحدى دور النشر عام 1973.
وعند بلوغها سن الخامسة والثمانين كانت قد أنتجت (85) كتاباً بمعدل كتاب لكل سنة، وهو رقم عالي يعكس القدرة على الإنتاج والكتابة، ويتساءل زوجها (مالوان) في مذكراته: (كيف نفسر هذه الظاهرة؟ إنها ناشئة عن حالة دائمة من الخيال الجامح).
اعتبرت هذه الكاتبة مسألة (الرفقة) عنصراً جوهرياً في السعادة الزوجية، كذلك مشاطرة الخبرات والمشاعر والأفكار والتعبير المبهج عنها، ولعل هذه الأمور مجتمعة كانت من أسباب نجاح ديمومة زواجها من (مالوان) فقد استمرت حياتها معه 45 عاماً، أي حتَّى وفاتها عام 1976، ومن طريف ما يروى أنها كلما كانت تسأل عن سر تعلّق (مالوان) بها وحبه لها كلما تقدمت في العمر وهي تكبره أصلاً فتجيب: (إنه أمر طبيعي، فزوجي عالم آثار يعشق الآثار القديمة!).

## اختفاء أجاثا كريستي
في عام 1926 اختفت أجاثا كريستي لمدة عشرة أيام، وقد اشترك الشعب البريطاني في البحث عنها سواء مباشرة أو بمتابعة أخبارها، ولم يعرف أحد سبب ذلك الاختفاء، لكن التكهنات عزت العملية إلى خوفها من فقدان والدتها أو تأثرها بفقدانها، لكن جانيت مورغان التي كتبت سيرتها عام 1985 أرجعت السبب إلى صدمة عاطفية كبيرة ولكن صدمتها تلك كانت الثانية، بعد صدمتها الأولى في إخفاق زواجها من (ارتشي كريستي) وقد أخفت الكثير من ملابسات طلاقها وكذلك تفاصيل اختفاءها شأنها في كل قصصها ومن هول الصدمات فقد فقدت الذاكرة لدرجة انها تركت سيارتها على الطريق ذهبت إلى إحدى الفنادق وكانت تسأل الناس من أكون إلى أن تعرف عليها أحد الأقارب.

## الخيال الخلاق: منهج أجاثا كريستي في الكتابة

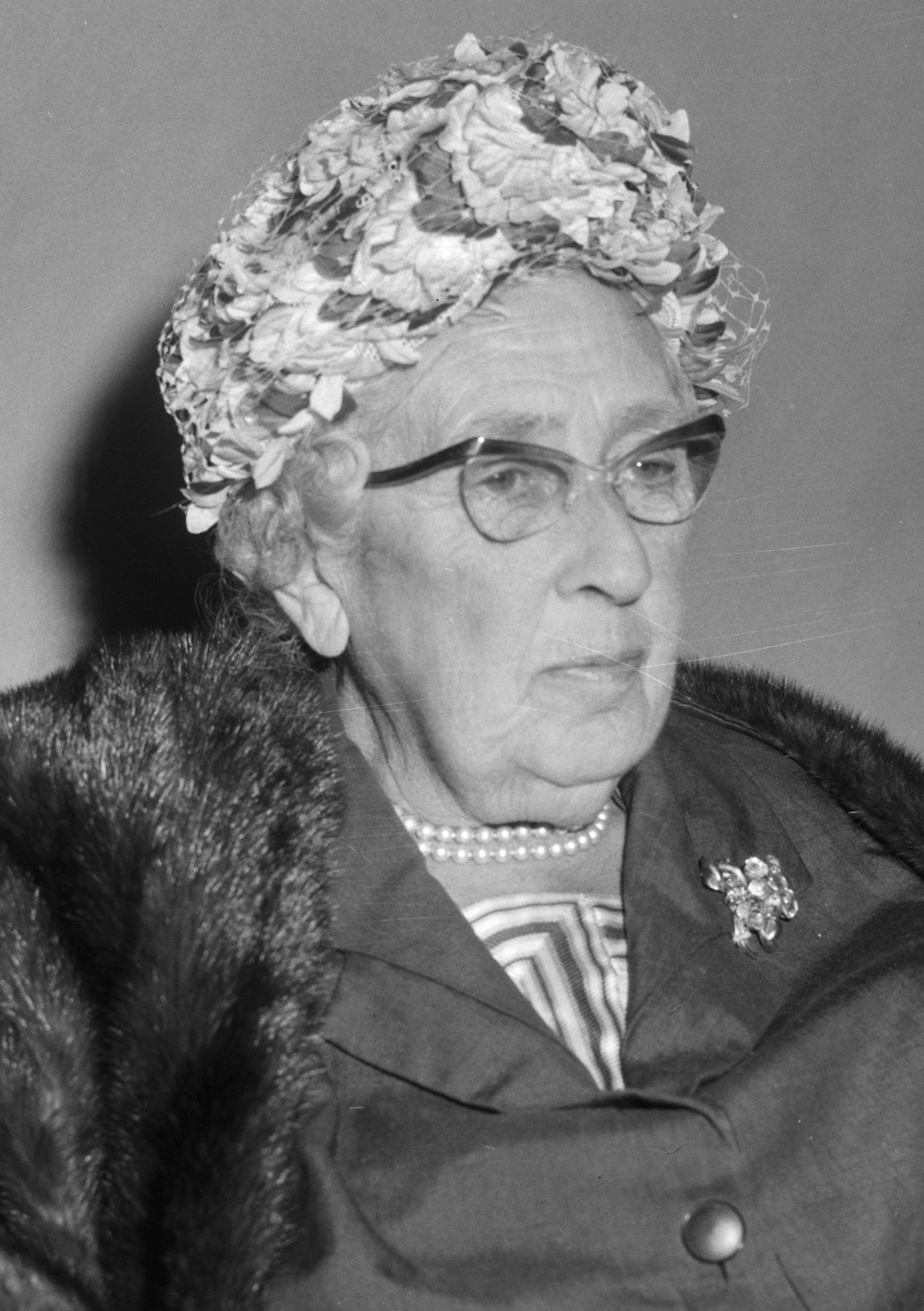
أجاثا كريستي في عام 1964

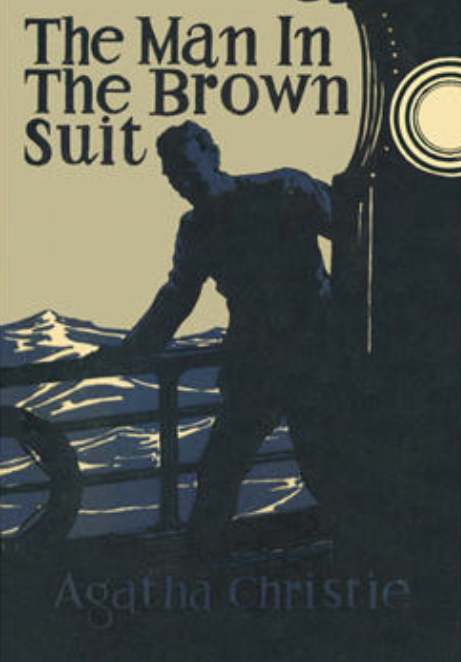
غلاف رواية ذو البدلة البنية

لطالما ردَّدت هذه الكاتبة، أن أعظم متعة يحس بها المؤلف هي اختراع الحبكاتِ..!! ففي قصصها ورواياتها كما في مسرحياتها نجد ذلك الكم الهائل من (الألغاز) و (الحبكات الغامضة) سواء كان ذلك في البناء القصصي أو المعمار الدرامي أو في الحوار أو الشخصيات، بل حتَّى في اختيار مواقع الأحداث التي غالباً ما تكون مشوقة: مواقع أثرية، مدن شرقية، معابد، قصور ذات طابع، فنادق مميزة، قطارات أو طائرات، مضايق صحارى مقطوعة، أنهار لها تاريخ... الخ، وفي العادة تلجأ الكاتبة إلى تكنيك قصصي يستند إلى (الحيلة أو الخدعة) كأسلوب إثارة وتشويق مفعم بالغموض، محرك لخيالها الخصب، يستدرج لغتها السيالة الانسيابية في تيار متصل من السرد النثري المجرد والمتصف أحياناً بالأطناب والإطالة، ولكي تبعد الملل عن القارئ تعمد إلى إقحام بعض الألغاز والرموز التي تحتمل التأويلات والتفسيرات المتضادة في آن معاً، وبذلك تشد القارئ إلى متابعة الحدث دون أن تبتعد به عن المحور الأساسي للبناء الدرامي الذي خططت له بإتقان، لكي لا يخرج عملها مسطحاً فجاً.
وفي حالات قليلة تعمد إلى إدخال واقعة من حياتها في رواية أو قصة بعد إجراء تمويه يضيع فرصة الكشف عن حقيقتها، من ذلك ما أشار إليه (مالوان) في مذكراته فيما يخص رواية (التجويف) الممسرحة، يقول «وهناك إشارة ترتبط بحدث في حياتي أود أن أذكرها، يقول سير هنري في الرواية: ((هل تتذكرين يا عزيزتي أولئك الأشقياء الذين هاجمونا في ذلك اليوم في الجانب الآسيوي من البسفور؟ كنت أصارع اثنين منهم كانا يحاولان قتلي، وما الذي فعلته لوسي؟ أطلقت رصاصتين، لم أكن أعرف أنه لديها مسدس، كانت أصعب نجاة في حياتي)) هذه حكاية حقيقية والفرق الوحيد أن أجاثا على خلاف الليدي انكاتيل في الرواية كانت قد سلَّحت نفسها ليس بمسدس بل بصخرة مدورة» لم تأخذ أجاثا كريستي كروائية جرائم، أحداث رواياتها من سجلات الشرطة، أو المحاكم، كما فعل غيرها من كتَّاب روايات الجرائم أمثال روايات (مع سبق الإصرار والترصّد) ترومان كابوت 1967 و (أغنية الجلاد) نورمان ميللر 1979 و (إني اتهم) غراهام غرين 1981 و (جرائم قتل في أطلنطا) جيمس بولدوين 1985 وكذلك قصص سومرست موم المختلفة.
ثمَّة منهج مميز للكاتبة، أنها تبتعد عن التأويل الرمزي للحدث ومنح القارئ متعة الوصول إلى التأويل الواقعي وفك طلاسم الغموض والغوص في بحر التشابك الساحر لعلاقات أشخاص الرواية ببعضهم من جهة وبالحدث من جهة أخرى، وتضع الجميع: القارئ والحدث وأبطال الرواية تحت رهبة قدسية المكان الذي اختارته مسرحاً لأحداثها وغالباً ما يكون هذا الموقع كما ذكرنا أسطورياً ساحراً.!! وميزة أخرى: أنها تحرك الأبطال والأشخاص وفق صيغ دراماتيكية مزدحمة بالخلفيات والتفاصيل، وتتصاعد حرارة الأحداث لتصدم القارئ بنهايات مفجعة، بيد أن الكاتبة تقدم تراجيديًا الفجيعة على أنها حدث عابر يتقبله القارئ المستمتع على أنه أمر لابدَّ منه. هكذا هي الحياة برأي أجاثا كريستي، تيار جارف متصل مفعم بالتفاصيل والمفردات لا تتوقف لانتظار أحد أو للحزن عليه، وكأنما بذلك تنبأت بنهاياتها، هكذا كان رحيلها يوم 12 يناير 1976، يقول (مالوان): عندما وصلت إلى الصفحات الأخيرة من هذه المذكرات توفيت عزيزتي أجاثا بسلام بينما كنت أدفع كرسيها ذي العجلات إلى حجرة الجلوس بعد تناول طعام الغذاء، لا يعرف سوى القليلين معنى العيش بانسجام بجانب ذهن واسع الخيال مبدع يلهم الحياة بالحيوية، لقد كانت أجاثا كريستي، روائية مدهشة حقاً، امتلكت لغتها وأسلوبها وطريقتها في بناء الرواية، واحتفظت بذاكرة قوية تخدم تعاقب الأحداث في رواياتها وقصصها وتتفنن في تحريك أبطالها وفق السياق الدرامي الذي اختارته لكل رواية، وقد استخدمت الألغاز والخرافات والحقائق التاريخية أو المعاصرة على حد سواء وبنفس الدرجة من الوضوح أو الغموض.

## موقعها في الأدب البوليسي
تربعت أجاثا كريستي على عرش روايات الجرائم الإنكليزية طوال نصف قرن دون مزاحمة، ولعل دراسة الناقدة البريطانية (جوليان سيمونز) عن أدب الجريمة وتقنيات روايات الجرائم التي صدرت بعدة طبعات منذ عام 1985، تمنح أجاثا كريستي المكانة التي حققتها في ميدان أدب الجريمة على صعيد عالمي، وقارئ كريستي بالإنكليزية يلحظ دون أدنى شك أنها استخدمت لغة وسطى سلسة وسياله، أنها لم تكتب بلغة (شكسبيرية) عالية رغم أنها ارتقت بأعمالها عن مستوى الإنكليزية المتداولة أعني لغة المحادثة اليومية ولعل هذا يفسر رواج قصصها ورواياتها لدى الأوساط الشعبية في بريطانيا وأوروبا وما وراء البحار، كما يفسر سهولة ترجمتها إلى مختلف لغات العالم.

## وفاتها

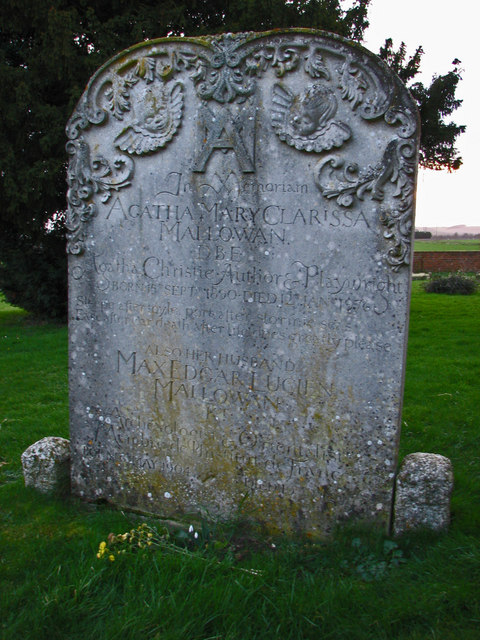
قبر أجاثا كريستي

توفيت كريستي بسلام في 12 يناير 1976 في سن 85 لأسباب طبيعية في منزلها الذي يقع في وينتربروك، والينغفورد، أكسفوردشير. في وقت وفاتها، كانت وينتربروك ما تزال جزءًا من أبرشية تشولسي. دُفنت بالقرب من باحة كنيسة سانت ماري، تشولسي، بعد أن اختارت قطعة أرض لمثواها الأخير مع زوجها السير ماكس قبل عشرة أعوام من وفاتها. حضر مراسم الجنازة البسيطة نحو 20 مراسلًا من الصحف والتلفاز، إذ سافر بعضهم من مناطق بعيدة مثل أمريكا الجنوبية. زُيّن قبر كريستي بثلاثين إكليلًا، بما في ذلك واحد من طاقم تمثيل المسرحية طويلة الأمد، مصيدة الفئران، وأرسلت دار نشر لارج بّرينت بوك في أولفيرسكروفت إكليلًا بالنيابة عن العدد الكبير من القراء الممتنين.
أنجبت طفلها الوحيد من زوجها الثاني، السير ماكس مالوان، وهي روزاليند هيكس (بريتشارد سابقًا، كريستي قبل الزواج). حفيدها الوحيد هو ماثيو بريتشارد. توفي مالوان، الذي تزوج من جديد في عام 1977، في عام 1978 عن عمر يناهز 74 عامًا. ودُفن بجانب كريستي.

## أعمالها
أول رواياتها هي رواية ثلوج على الصحراء (بالإنجليزية: Snow upon the desert) التي لم يقبلها أي من الناشرين. ألفت بعدها رواية أخرى وهي قضية ستايلز الغامضة التي ظهر فيها هركول (هيركيول) بوارو (المحقق) للمرة الأولى وقد أدخلتها هذه القصة عالم الكتابة عندما قبلها أحد الناشرين بعد أن رفض ستة من الناشرين طباعة وتوزيع روايتها. وقد ألَّفت أجاثا كريستي العديد من روايات الجرائم، وهنا قائمة كاملة بمؤلفاتها:
| سنة النشر | اسم الكتاب                                                                                                | المحققون                                                                   | النوع               |
| --------- | --- | -------------------------------------------------------------------------- | ------------------- |
| 1920      | قضية ستايلز الغامضة                                                                                       | هيركيول بوارو - آرثر هستنغز - كبير المفتشين جاب                            | رواية تحقيق         |
| 1922      | العدو الغامض                                                                                              | تومي وتوبينس - كبير المفتشين جاب                                           | رواية تحقيق         |
| 1923      | جريمة في ملعب الغولف                                                                                      | هيركيول بوارو - آرثر هستنغز                                                | رواية تحقيق         |
| 1924      | تحقيقات بوارو                                                                                             | هيركيول بوارو - آرثر هستنغز - كبير المفتشين جاب                            | مجموعة قصص تحقيق    |
| 1924      | ذو البدلة البنية                                                                                          | آن بيدينغفيلد - العقيد ريس                                                 | رواية تحقيق         |
| 1925      | شارع الأحلام                                                                                              | لا يوجد                                                                    | كتاب قصائد          |
| 1925      | سر جريمة تشيمنيز                                                                                          | أنتوني كيد - المشرف باتل                                                   | رواية تحقيق         |
| 1926      | مقتل روجر أكرويد                                                                                          | هيركيول بوارو                                                              | رواية تحقيق         |
| 1927      | الأربعة الكبار                                                                                            | هيركيول بوارو - آرثر هستنغز - كبير المفتشين جاب                            | رواية تحقيق         |
| 1928      | لغز القطار الأزرق                                                                                         | هيركيول بوارو                                                              | رواية تحقيق         |
| 1929      | لغز المنبهات السبعة                                                                                       | إيلين "باندل" برينت - المشرف باتل                                          | رواية تحقيق         |
| 1929      | شركاء في الجريمة                                                                                          | تومي وتوبينس                                                               | رواية تحقيق         |
| 1930      | السيد كوين الغامض                                                                                         | هارلي كوين - السيد ساتيرثويت                                               | مجموعة قصص تحقيق    |
| 1930      | خبز العملاق (باسم ماري ويستماكوت)                                                                         | لا يوجد                                                                    | رواية مأساوية       |
| 1930      | جريمة في القرية                                                                                           | الآنسة ماربل                                                               | رواية تحقيق         |
| 1931      | لغز سيتافورد                                                                                              | إيميلي تريفاسيس - المفتش ناراكوت                                           | رواية تحقيق         |
| 1932      | خطر في البيت الأخير                                                                                       | هيركيول بوارو - آرثر هستنغز - كبير المفتشين جاب                            | رواية تحقيق         |
| 1932      | ثلاثة عشر لغزا                                                                                            |                                                                            | مجموعة قصص تحقيق    |
| 1933      | موت اللورد إدجوير                                                                                         | هيركيول بوارو - آرثر هستنغز - كبير المفتشين جاب                            | رواية تحقيق         |
| 1933      | كلب الموت                                                                                                 |                                                                            | مجموعة قصص تحقيق    |
| 1934      | جريمة في قطار الشرق                                                                                       | هيركيول بوارو                                                              | رواية تحقيق         |
| 1934      | صورة غير مكتملة (باسم ماري ويستماكوت)                                                                     | لا يوجد                                                                    | رواية مأساوية       |
| 1934      | لغز ليستراد                                                                                               |                                                                            | مجموعة قصص تحقيق    |
| 1934      | لماذا لم يسألوا إيفانز؟                                                                                   | بوبي جونز - فرانكي ديروينت                                                 | رواية تحقيق         |
| 1934      | تحريات باركر بين                                                                                          | باركر بين                                                                  | مجموعة قصص تحقيق    |
| 1935      | مأساة من ثلاثة فصول                                                                                       | هيركيول بوارو - السيد ساتيرثويت                                            | رواية تحقيق         |
| 1935      | موت وسط الغيوم                                                                                            | هيركيول بوارو - كبير المفتشين جاب                                          | رواية تحقيق         |
| 1936      | أبجدية القتلى                                                                                             | هيركيول بوارو - آرثر هستنغز - كبير المفتشين جاب                            | رواية تحقيق         |
| 1936      | جريمة في بلاد الرافدين                                                                                    | هيركيول بوارو                                                              | رواية تحقيق         |
| 1936      | أوراق لعب على الطاولة                                                                                     | هيركيول بوارو - العقيد ريس - المشرف باتل - أريادني أوليفر                  | رواية تحقيق         |
| 1937      | جريمة قتل في الإسطبلات وقصص أخرى                                                                          | هيركيول بوارو - آرثر هستنغز - كبير المفتشين جاب                            | مجموعة قصص تحقيق    |
| 1937      | الشاهد الصامت                                                                                             | هيركيول بوارو - آرثر هستنغز                                                | رواية تحقيق         |
| 1937      | موت فوق النيل                                                                                             | هيركيول بوارو - العقيد ريس                                                 | رواية تحقيق         |
| 1938      | الموعد الدامي                                                                                             | هيركيول بوارو                                                              | رواية تحقيق         |
| 1938      | جريمة عيد الميلاد                                                                                         | هيركيول بوارو                                                              | رواية تحقيق         |
| 1939      | القتل السهل                                                                                               | لوقا فيتزويليام - المشرف باتل                                              | رواية تحقيق         |
| 1939      | لغز الزوارق وقصص أخرى                                                                                     | هيركيول بوارو - آرثر هستنغز - كبير المفتشين جاب - باركر بين - الآنسة ماربل | مجموعة قصص تحقيق    |
| 1939      | ثم لم يبق أحد                                                                                             | السيد تومان ليجي - المفتش ماين                                             | رواية تحقيق         |
| 1940      | السرو الحزين                                                                                              | هيركيول بوارو                                                              | رواية تحقيق         |
| 1940      | إبزيم الحذاء                                                                                              | هيركيول بوارو - كبير المفتشين جاب                                          | رواية تحقيق         |
| 1941      | شر تحت الشمس                                                                                              | هيركيول بوارو                                                              | رواية تحقيق         |
| 1941      | ن أو م؟                                                                                                   | تومي وتوبينس                                                               | رواية تحقيق         |
| 1942      | جثة في المكتبة                                                                                            | الآنسة ماربل                                                               | رواية تحقيق         |
| 1942      | الخمسة المشتبه بهم                                                                                        | هيركيول بوارو                                                              | رواية تحقيق         |
| 1942      | الإصبع المتحرك                                                                                            | الآنسة ماربل                                                               | رواية تحقيق         |
| 1944      | ساعة الصفر                                                                                                | المشرف باتل - المفتش جيمس ليتش                                             | رواية تحقيق         |
| 1944      | غائب في الربيع (باسم ماري ويستماكوت)                                                                      | لا يوجد                                                                    | رواية مأساوية       |
| 1944      | في النهاية يأتي الموت                                                                                     | هوري                                                                       | رواية تحقيق         |
| 1945      | السيانيد الساطع                                                                                           | العقيد ريس                                                                 | رواية تحقيق         |
| 1946      | الأجوف | هيركيول بوارو                                                              | رواية تحقيق         |
| 1946      | تعال أخبرني عن كيفية عيشك (باسم أجاثا كريستي مالوان)                                                      | لا يوجد                                                                    | سيرة ذاتية          |
| 1947      | أعمال هرقل                                                                                                | هيركيول بوارو                                                              | مجموعة قصص تحقيق    |
| 1948      | ركوب التيار                                                                                               | هيركيول بوارو                                                              | رواية تحقيق         |
| 1948      | شاهد الادعاء وقصص أخرى                                                                                    |                                                                            | مجموعة قصص تحقيق    |
| 1948      | الزهرة وشجرة التوت (باسم ماري ويستماكوت)                                                                  | لا يوجد                                                                    | رواية مأساوية       |
| 1949      | البيت الأعوج                                                                                              | تشارلز هيوارد                                                              | رواية تحقيق         |
| 1950      | ثلاثة فئران عمياء وقصص أخرى                                                                               | تشارلز هيوارد                                                              | مجموعة قصص تحقيق    |
| 1950      | إعلان عن جريمة                                                                                            | الآنسة ماربل                                                               | رواية تحقيق         |
| 1951      | لقاء في بغداد                                                                                             | فيكتوريا جونز                                                              | رواية تحقيق         |
| 1951      | المضطهد وقصص أخرى                                                                                         | هيركيول بوارو - آرثر هستنغز - كبير المفتشين جاب                            | مجموعة قصص تحقيق    |
| 1952      | موت السيدة ماغنتي                                                                                         | هيركيول بوارو - أريادني أوليفر                                             | رواية تحقيق         |
| 1952      | خداع المرايا                                                                                              | الآنسة ماربل                                                               | رواية تحقيق         |
| 1952      | الابنة هي الابنة (باسم ماري ويستماكوت)                                                                    | لا يوجد                                                                    | رواية مأساوية       |
| 1953      | بعد الجنازة                                                                                               | هيركيول بوارو                                                              | رواية تحقيق         |
| 1953      | جيب مملوء بالحبوب                                                                                         | الآنسة ماربل                                                               | رواية تحقيق         |
| 1954      | وجهة مجهولة                                                                                               | السيد جيسوب - هيلاري كرافن                                                 | رواية تحقيق         |
| 1955      | جريمة في شارع هيكوري دوك                                                                                  | هيركيول بوارو                                                              | رواية تحقيق         |
| 1956      | مبنى الرجل الميت                                                                                          | هيركيول بوارو - أريادني أوليفر                                             | رواية تحقيق         |
| 1956      | العبء (باسم ماري ويستماكوت)                                                                               | لا يوجد                                                                    |                     |
| 1957      | قطار 4.50 من بادنغتون                                                                                     | الآنسة ماربل                                                               | رواية تحقيق         |
| 1958      | محنة البريء                                                                                               | الدكتور آرثر كالجاري - المشرف هيويش                                        | رواية تحقيق         |
| 1959      | قطة بين الحمام                                                                                            | هيركيول بوارو                                                              | رواية تحقيق         |
| 1960      | مغامرة كعكة العيد وقصص أخرى                                                                               | هيركيول بوارو - آرثر هستنغز - كبير المفتشين جاب - الآنسة ماربل             | مجموعة قصص تحقيق    |
| 1961      | الخطيئة المزدوجة وقصص أخرى                                                                                |                                                                            | مجموعة قصص تحقيق    |
| 1961      | الحصان الأشهب                                                                                             | المفتش ليجوين - أريادني أوليفر                                             | رواية تحقيق         |
| 1962      | المرآة المكسورة                                                                                           | الآنسة ماربل                                                               | رواية تحقيق         |
| 1963      | الساعات                                                                                                   | هيركيول بوارو                                                              | رواية تحقيق         |
| 1964      | لغز الكاريبي                                                                                              | الآنسة ماربل                                                               | رواية تحقيق         |
| 1965      | نجمة على مدى بيت لحم (باسم أجاثا كريستي مالوان)                                                           | لا يوجد                                                                    | كتاب شعر وقصص قصيرة |
| 1965      | في فندق بيرترام                                                                                           | الآنسة ماربل                                                               | رواية تحقيق         |
| 1966      | الفتاة الثالثة                                                                                            | هيركيول بوارو - أريادني أوليفر                                             | رواية تحقيق         |
| 1967      | ليل لا ينتهي                                                                                              | آندريو ليبينكوت                                                            | رواية تحقيق         |
| 1968      | وخز الأصابع                                                                                               | تومي وتوبينس                                                               | رواية تحقيق         |
| 1969      | حفلة الهالوين                                                                                             | هيركيول بوارو - أريادني أوليفر                                             | رواية تحقيق         |
| 1970      | مسافر إلى فرانكفورت                                                                                       | ستافورد ناي                                                                | رواية تحقيق         |
| 1971      | الكرة الذهبية وقصص أخرى                                                                                   |                                                                            | مجموعة قصص تحقيق    |
| 1971      | انتقام العدالة                                                                                            | الآنسة ماربل                                                               | رواية تحقيق         |
| 1972      | ذاكرة الأفيال                                                                                             | هيركيول بوارو - أريادني أوليفر                                             | رواية تحقيق         |
| 1973      | بوابة المصير                                                                                              | تومي وتوبينس                                                               | رواية تحقيق         |
| 1973      | قصائد | لا يوجد                                                                    | كتاب شعر            |
| 1974      | قضايا بوارو المبكرة                                                                                       | هيركيول بوارو - آرثر هستنغز - كبير المفتشين جاب                            | مجموعة قصص قصيرة    |
| 1975      | الستارة                                                                                                   | هيركيول بوارو - آرثر هستنغز                                                | رواية تحقيق         |
| 1976      | الجريمة النائمة                                                                                           | الآنسة ماربل                                                               | رواية تحقيق         |
| 1976      | أجاثا كريستي: السيرة الذاتية                                                                              | لا يوجد                                                                    | سيرة ذاتية          |
| 1979      | القضايا الأخيرة للآنسة ماربل                                                                              |                                                                            | مجموعة قصص تحقيق    |
| 1991      | مشكلة في خليج بولينسا وقصص أخرى                                                                           |                                                                            | مجموعة قصص تحقيق    |
| 1997      | السيد هارلي كوين وطقم الشاي                                                                               |                                                                            | مجموعة قصص تحقيق    |
| 1997      | طالما استمر الضوء وقصص أخرى                                                                               |                                                                            | مجموعة قصص تحقيق    |
| 1998      | القهوة السوداء (مُقتَبَسة من مسرحية كتبتها أجاثا كريستي عام 1930 بنفس الاسم، حولها إلى رواية تشارلز أوزبورن) | هيركيول بوارو - آرثر هستنغز - كبير المفتشين جاب                            | رواية تحقيق         |
| 1999      | ضيف غير متوقع (مُقتَبَسة من مسرحية كتبتها أجاثا كريستي عام 1958 بنفس الاسم، حولها إلى رواية تشارلز أوزبورن)  |                                                                            | رواية تحقيق         |
| 2000      | شبكة العنكبوت (مُقتَبَسة من مسرحية كتبتها أجاثا كريستي عام 1954 بنفس الاسم، حولها إلى رواية تشارلز أوزبورن)  |                                                                            | رواية تحقيق         |

## مسيرة الرواية
لقد عُرفت أجاثا كريستي بأنها «ملكة الجريمة» على عدد كبير من الأشكال الكلاسيكية التي عرضتها، أو التي قالت أنها قدمت المثال الأكثر للشهرة. وقد كانت مسيرة كتبها: حصول جريمة قتل، العديد من المشتبه بهم، أسرار مخفية، والمحقق يكتشف هذه الأسرار تدريجيًّا على مدار القصة، واكتشاف الأسرار الأكثر إثارة للصدمة تكون في النهاية. وأيضًا يتم جمع المشتبه بهم وكشف الحقائق لهم بشكل منطقي.

## وصلات خارجية
- أجاثا كريستي على موقع IMDb (الإنجليزية)
- أجاثا كريستي على موقع ميتاكريتيك (الإنجليزية)
- أجاثا كريستي على موقع الموسوعة البريطانية (الإنجليزية)
- أجاثا كريستي على موقع روتن توميتوز (الإنجليزية)
- أجاثا كريستي على موقع مونزينجر (الألمانية)
- أجاثا كريستي على موقع قاعدة بيانات الأفلام العربية
- أجاثا كريستي على موقع ألو سيني (الفرنسية)
- أجاثا كريستي على موقع ميوزك برينز (الإنجليزية)
- أجاثا كريستي على موقع تيرنر كلاسيك موفيز (الإنجليزية)
- أجاثا كريستي على موقع أول موفي (الإنجليزية)